# 聖米格爾區 (利馬省)

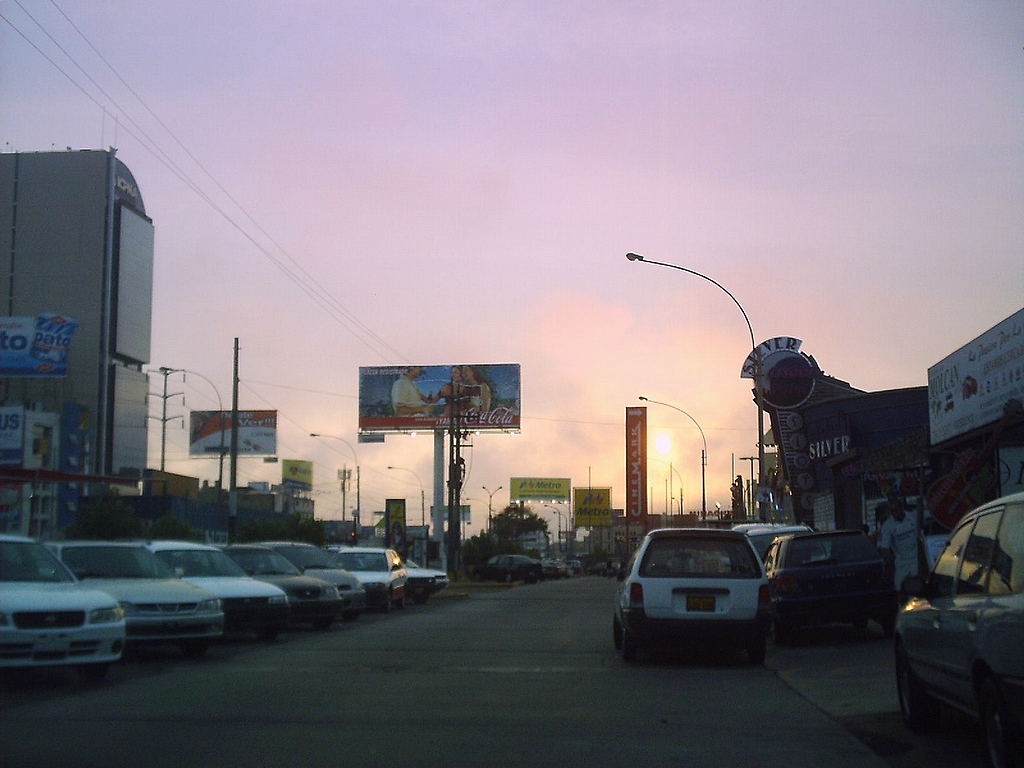

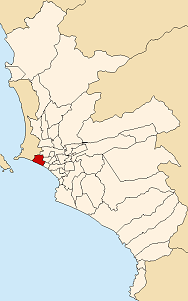

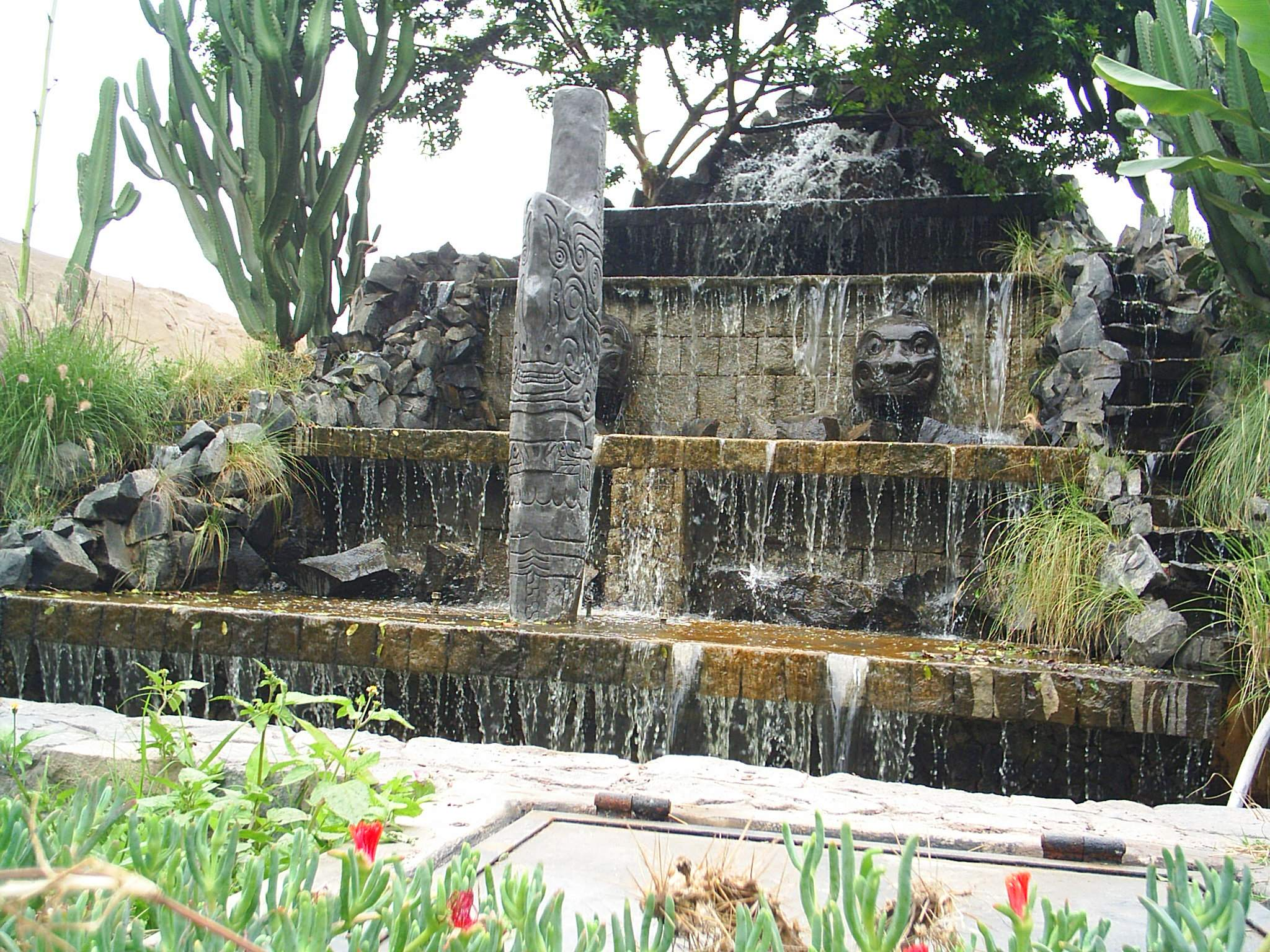

12°4′38″S 77°5′34″W / 12.07722°S 77.09278°W
聖米格爾區（西班牙語：Distrito de San Miguel），是秘魯的一個區，位於該國西部利馬大區的利馬省，始建於1920年10月5日，面積10.72平方公里，2007年人口129,107，人口密度每平方公里12,000人。

## 概况
聖米格爾區是利馬省43個區之一。位於利馬大區內。
現任區長是愛德華多·勃萊斯·卡布雷亞斯。
拉馬莉納路、大學路、埃爾默·福西特路這三條大道是聖米格爾區內主要的商業軸線。前兩條大道的交叉路口最為重要，聖米格爾廣場購物中心坐落在此，設有Wong超市、Ripley百貨商店、Bembos快餐店、Saga Falabella百貨商店等。
該區的地理位置位於利馬市中心西區，使得它成為南城區與卡亞俄港之間的聯繫，去豪爾赫·查維茲國際機場或去海港的必經之路。
在聖米格爾區有秘魯天主教大學和秘魯應用科學大學的校園。也有很多學校比如說：聖母聖心愛子會學校、中華三民聯校、若望二十三世秘中學校、聖沙貝爾學校、好消息基督教學校、我的第一步幼兒園、聖米格爾區美洲學校、秘美文化學院（ICPNA）、巴托洛梅·埃雷拉公立學校和前家庭用具展覽會（目前是OPEN商場）。聖米格爾區內也有大型的公寓樓群比如說“瓜卡公園”。此外，還有秘魯最大的動物園：利馬動物園，也稱拉斯萊延達斯公園。

## 歷史
從公元100年到600年利馬文化在聖米格爾區發展開來，建立了一個重要的城市，擁有數以百計套的房屋和眾多的寺廟。在殖民時期，聖米格爾區、自由部落區（以前叫古馬格達萊納區）和濱海馬格達萊納區都是一個區：大馬格達萊納區。分為莊園、農田、農場和牛棚，比如說：帕恩多莊園和馬拉恩加莊園。
起初聖米格爾是鄉級行政區，1920年5月10日，透過4101號法案，當時的共和國總統：奧古斯托·貝納爾迪諾·萊吉亞·伊·薩爾塞多把馬格達萊納區劃分為3區：聖米格爾區，濱海馬格達萊納區和古馬格達萊納區（現今是自由部落區）。當時聖米格爾區到利馬市中心的距離大約是8公里。這個簡樸又優雅的鄉鎮的創始人是費德里科•加勒斯和胡安•貝爾托托。他們在此地建設大型的別墅。聖米格爾離海很近，離卡亞俄的拉蓬塔區只需幾分鐘。